# Saint-Laurent-en-Beaumont
Saint-Laurent-en-Beaumont is een gemeente in het Franse departement Isère (regio Auvergne-Rhône-Alpes) en telt 372 inwoners (2004). De plaats maakt deel uit van het arrondissement Grenoble.

## Geografie
De oppervlakte van Saint-Laurent-en-Beaumont bedraagt 13,4 km², de bevolkingsdichtheid is 27,8 inwoners per km².
De onderstaande kaart toont de ligging van Saint-Laurent-en-Beaumont met de belangrijkste infrastructuur en aangrenzende gemeenten.

## Demografie
Onderstaande figuur toont het verloop van het inwonertal (bron: INSEE-tellingen).